# Herb gminy Nawojowa
Herb gminy Nawojowa – jeden z symboli gminy Nawojowa, ustanowiony 31 marca 2004.

## Wygląd i symbolika
Herb przedstawia na tarczy w polu czerwonym na wzgórzu złotym między krzywaśnią srebrną i toporem o takimż ostrzu i stylisku złotym w słup srebrna blankowana wieża o dwóch gotyckich otworach strzelniczych (oknach) w słup czarnych. Wieża kamienna symbolizuje XIV-wieczny obronny zameczek Nawoja, a później umocnione XV–XVI-wieczne dworzyszcze Nawojowskich na Nawojowej Górze, od której pochodzi nazwa wsi - Nawojowa. Dolne kondygnacje (fragmenty) tejże wieży są wkomponowane w mury istniejącego do dziś pałacu Stadnickich w Nawojowej. Krzywaśń znajdowała się w herbie rodowym Szreniawa (odmiennie), którym pieczętowali się Lubomirscy (właściciele klucza nawojowskiego w XVII i XVIII wieku) i szczególnie zasłużonych dla mieszkańców oraz ziemi nawojowskiej - rodu Stadnickich (od końca XVIII wieku do 1945 roku), którzy pieczętowali się herbem Drużyna. Natomiast wizerunek topora, to godło z herbu rycerskiego Topór, którym pieczętował się założyciel wioski – Nawoj.